# Жоламан, Дина Жоламановна
Дина Жоламановна Жоламан (каз. Дина Жоламанқызы Жоламан; род. 31 октября 1992 года) — казахстанская спортсменка (бокс), чемпионка мира 2016 года.
Происходит из рода уак.

## Карьера
Воспитанница спортивной школы им. Уалиева Т. А. (п. Жаксы Акмолинской области). Тренер — Александр Высоцкий. Девятикратная чемпионка Казахстана.
В финале чемпионата мира 2016 года победила титулованную болгарку Стойку Петрову.
За успехи в спорте и победу на чемпионате мира Дине и её тренеру Александру Высоцкому присвоено звание «Почетный житель Жаксынского района». Также Дине Жоламан присвоено почетное звание «Заслуженный мастер спорта Республики Казахстан» по боксу.